# جون بلاند (مجدف)
جون بلاند (بالإنجليزية: John Bland)‏ هو مجدف بريطاني، ولد في 23 أغسطس 1958 في كانوك ‏ في المملكة المتحدة.

## وصلات خارجية
- جون بلاند على موقع الاتحاد الدولي للتجديف (الإنجليزية)
- جون بلاند على موقع اللجنة الأولمبية الدولية (الإنجليزية)
- جون بلاند على موقع أوليمبيديا (الإنجليزية)